# Dipartimento di Nueve de Julio (Chaco)
Nueve de Julio è un dipartimento argentino, situato nella parte sud-occidentale della provincia del Chaco, con capoluogo Las Breñas.

## Geografia fisica
Esso confina con i dipartimenti di Almirante Brown, General Belgrano, O'Higgins, Chacabuco, e con la provincia di Santiago del Estero.

## Società

### Evoluzione demografica
Secondo il censimento del 2001, su un territorio di 2.097 km², la popolazione ammontava a 26.955 abitanti, con un aumento demografico del 9,33% rispetto al censimento del 1991.

## Amministrazione
Nel 2001 il dipartimento comprendeva il solo comune (municipio in spagnolo) di Las Breñas.